# 番紅花
番红花，也叫藏红花、西紅花、彼岸花，古称鬱金、鬱金香、撒馥蘭、撒䭱蘭，鳶尾科番紅花屬的一种多年生草本植物。其乾燥雌蕊柱頭，即料理和醫學中常用的番红花香料。
它廣泛分布于地中海地区、北非、南歐、伊朗高原、阿拉伯半島、青藏高原、蒙古高原和北美洲，該花在地球的大部份角落都能繁盛生長，但因為其能利用的部份只有雌蕊柱頭，所以產量反而很小，需要耗費大量人力物力才能培養出一個能有經濟價值的雌蕊柱頭。番紅花的祖先可能來自於希腊的野番紅花，後經過波斯帝國的雜交而傳播至全世界。

## 形態
番红花高10至30厘米，有球茎，在秋天开紫色花。它是一种三倍体。祖先可能是希腊的野番紅花。部分学者认为它的祖先是Crocus pallasii，但此说并无基因研究上的证据。

## 用途
不論在古代或現代，大多數番紅花都用於飲食及料理之上：非洲、亞洲、歐洲和美洲各地，都把西紅花用於焙烤食品。 自古以來，西紅花在藥用上也被用於治療多種疾病：包括胃病，鼠疫和天花等。 臨床試驗顯示番紅花有潛能成為抗癌和抗衰老劑。 除此之外，番紅花一直被用作紡織品的染料。

## 價值
番紅花的價值極高，其全株植物只有柱頭可利用，且須由人工摘取，一磅的乾燥番紅花需要用到五萬朵鮮花，相當於一個足球場面積的農田，另外番紅花的花期僅一到兩周，因此農民得日夜輪班才能採收完成，取出的柱頭必須迅速烘乾，以免發霉。
而一磅番紅花批發價，可以達到500美元以上。在西方國家，平均零售價格大約是1,000美元一磅。